# .sy
.sy este un domeniu de internet de nivel superior, pentru Siria (ccTLD).